# آگیلودوکودون
آگیلودوکودون (نام علمی: Agilodocodon scansorius) نام یک گونه از راسته تیرک‌دندان‌سانان است.